# Œil-de-pont

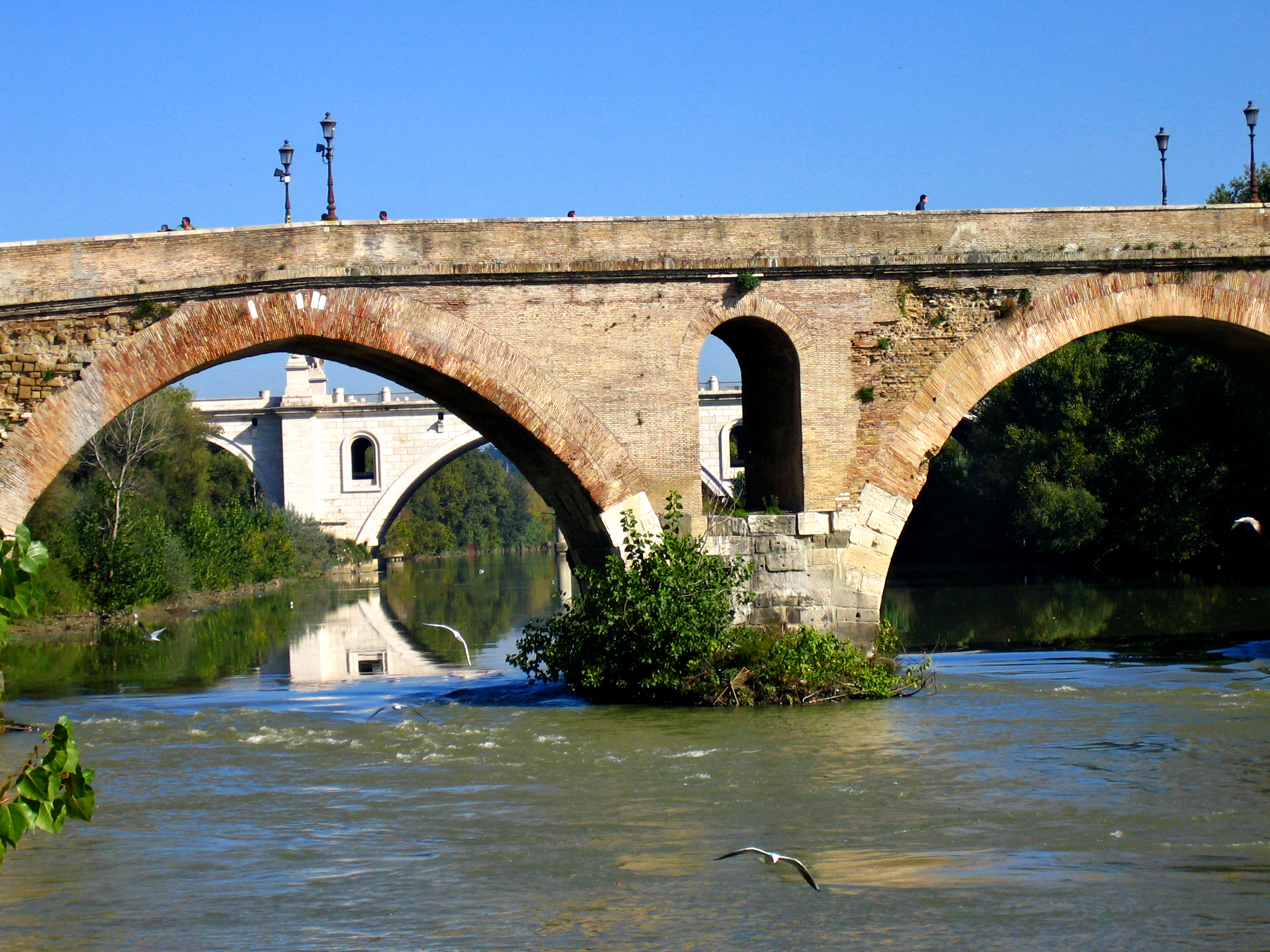
Un œil-de-pont sur le pont Milvius, Rome, -206

Un œil en architecture désigne toute ouverture de peu d'étendue. Un œil-de-pont désigne les ouvertures rondes au-dessus des piles et dans les reins des arches d'un pont, qu'on fait autant pour rendre l'ouvrage léger que pour faciliter le passage des grosses eaux.